# Rheodithella kalashana
Espèce
Rheodithella kalashana est une espèce de pseudoscorpions de la famille des Tridenchthoniidae.

## Distribution
Cette espèce est endémique du Pakistan. Elle se rencontre vers Chitral.

## Publication originale
- Dashdamirov & Judson, 2004 : A new genus of the pseudoscorpion family Tridenchthoniidae from Pakistan, with notes on the South American genus Cryptoditha Chamberlin & Chamberlin, 1945 (Arachnida: Pseudoscorpiones). Arthropoda Selecta, vol. 13, no 1/2, p. 45-50 (texte intégral).